# Nessebar
Nessebar er en by i det østlige Bulgarien på en halvø i Sortehavet. Byen er mere end 3.000 år gammel og var oprindelig en thrakisk bosættelse kaldet Membria. I det 6. århundrede f.Kr. blev byen en græsk koloni under det nuværende navn. Ruinerne der kan ses i dag stammer hovedsagelig fra den græske tid.
Nessebar blev indskrevet på UNESCOs Verdensarvsliste i 1983.